# Iglesia de San Bernabé (Milán)
La iglesia de los Santos Pablo y Bernabé (en italiano: chiesa dei Santi Paolo e Barnaba), más conocida como San Bernaba, es una iglesia católica italiana situada en el centro histórico de Milán, el primer edificio de la Orden de los Barnabitas. La iglesia está ubicada en via della Commenda 1, en Milán.

La iglesia de San Bernaba representa el primer ejemplo estructural de la basílica de la Contrarreforma, un tipo de iglesia reproducido en la Iglesia de San Fedele, en Milán, y la Iglesia del Gesù, en Roma.

## Historia

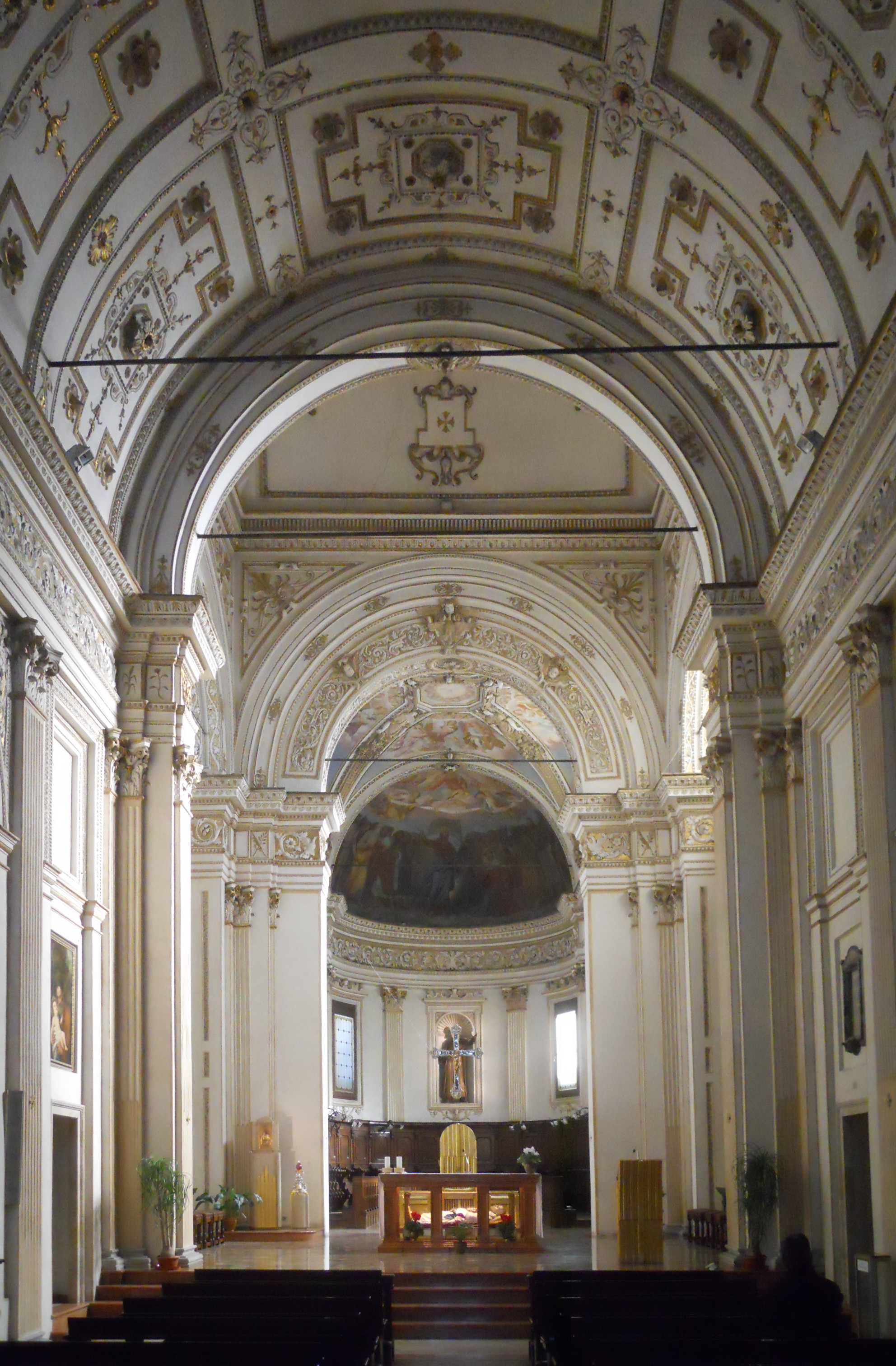
Interior de la iglesia

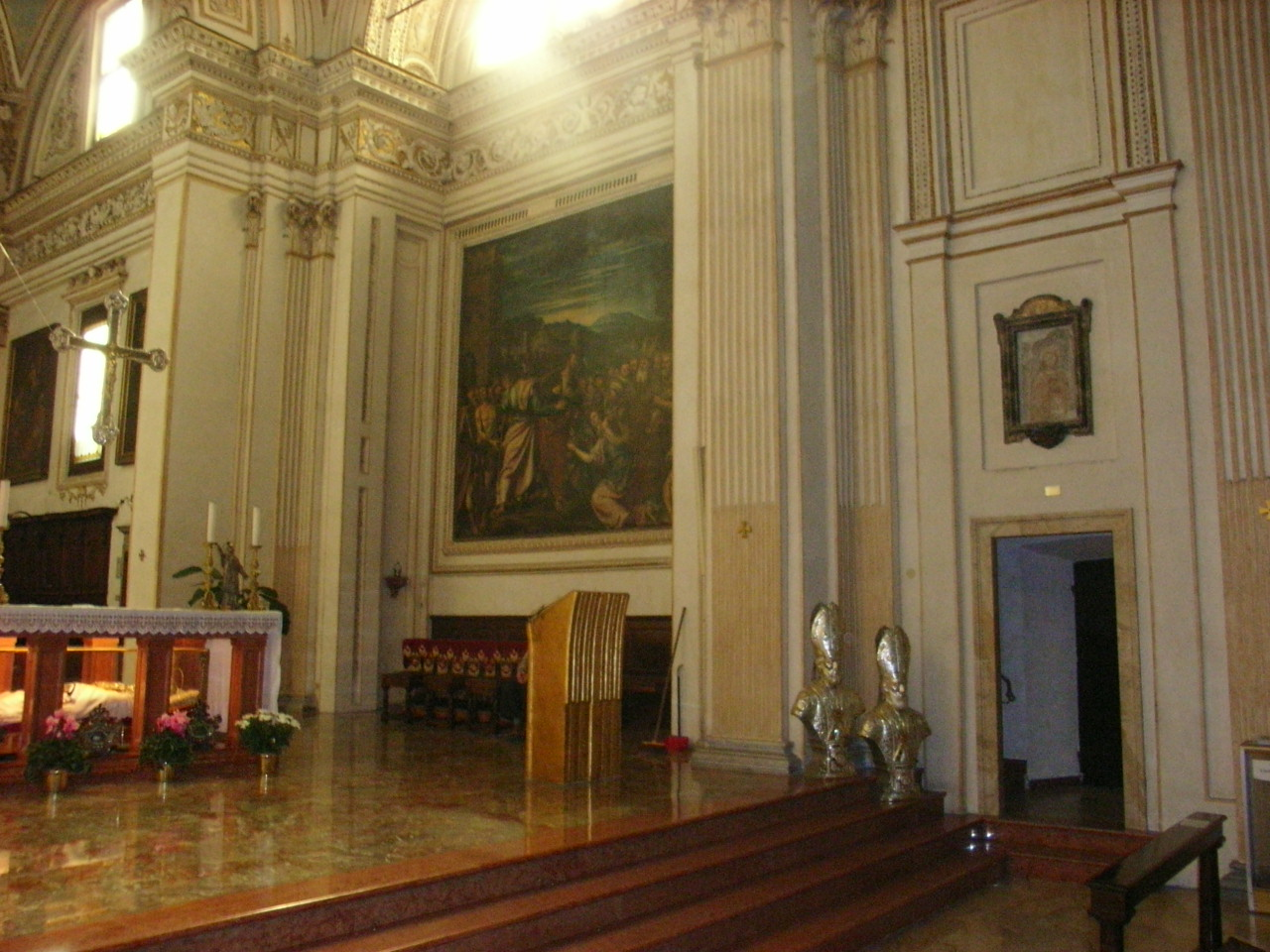
Vista del presbiterio con uno de los lienzos de Peterzano

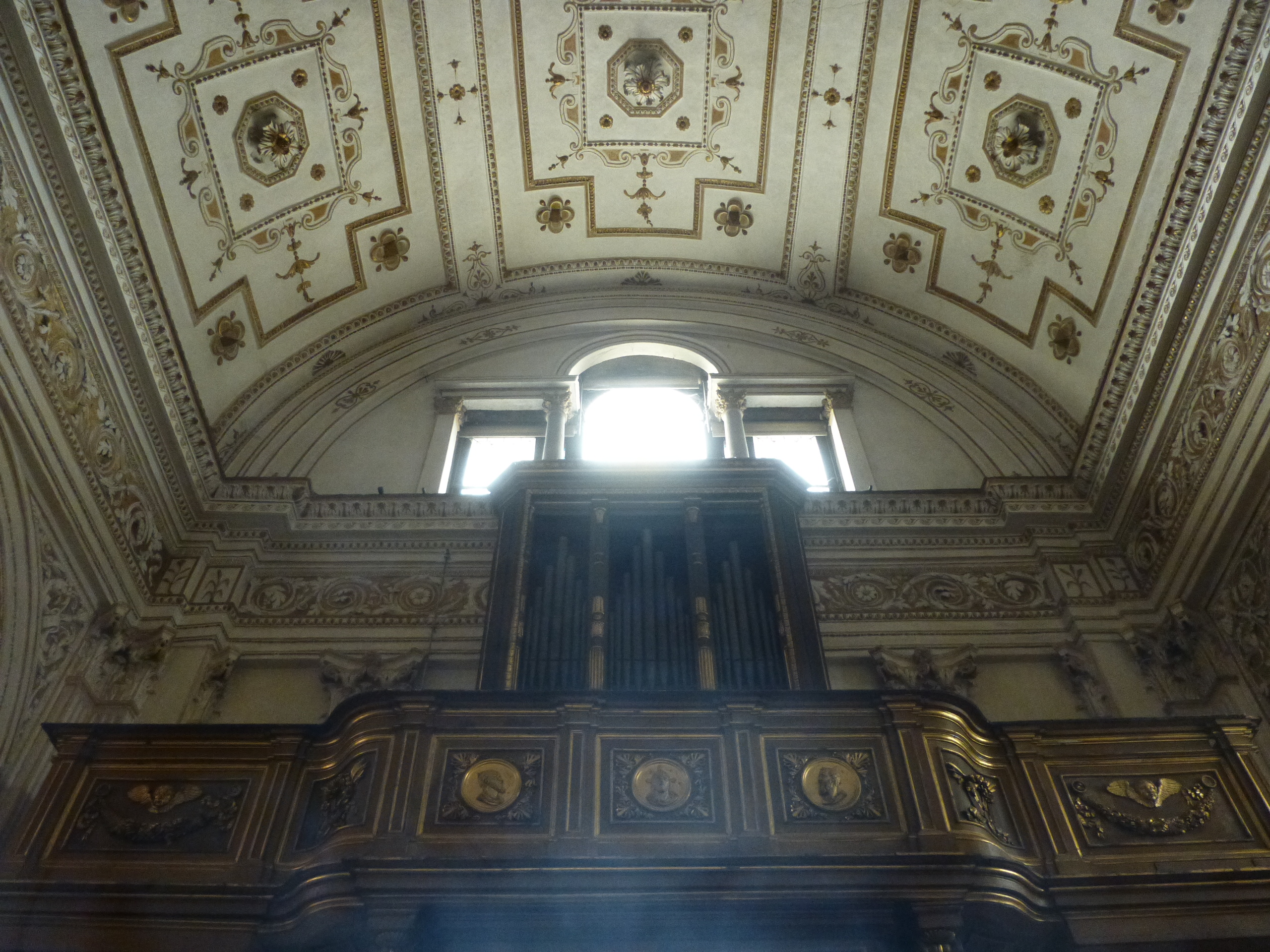
El órgano de la iglesia

La congregación fue fundada en 1530 por Antonio María Zaccaría (1502-1539) y recibió el nombre de «Orden de Clérigos Regulares de San Pablo». Fue aprobada en 1533 por el papa Clemente VII mediante el breve Vota per quae vos. En 1538, se le entregó a la congregación para que fuese su sede principal el antiguo monasterio de «Preposturale de San Barnaba in Brova», junto a la muralla de la ciudad de Milán, y a partir de entonces se les conoció con el nombre popular de Barnabitas.

## Arquitectura
Las reformas en el antiguo monasterio comenzaron en 1545, pero pronto quedó claro que el edificio era demasiado pequeño. El arquitecto perugino Galeazzo Alessi fue el encargado de diseñar su renovación y ampliación. 
La nueva iglesia de San Barnaba fue construida según un diseño de 1561 en el lugar de una antigua iglesia preexistente, seguramente construida antes de 1486.
La construcción se completó en 1567, seguida del embellecimiento del interior, que continuó hasta 1568. La primera misa fue celebrada en 1568 por el arzobispo de Milán Carlos Borromeo, cardenal protector de la orden barnabita, quien había donado el altar.
En 1625, se le encomendó a Camillo Procaccini la creación de los frescos que aún adornan la bóveda de la nave y el coro.
La iglesia también tiene una cripta, agregada en 1893, que alberga diversas reliquias y recuerdos de los santos de la Congregación. La iglesia de San Barnaba es el santuario de san Antonio María Zaccaría, fundador de los Clérigos Regulares de San Pablo y de la Congregación de Hermanas Angélicas de San Pablo.

### Exterior
La fachada de la iglesia, puro ejemplo de arquitectura manierista, es bipartita en dos órdenes superpuestos por una cornisa y rematada por un tímpano rectangular decorado con guirnaldas esculpidas. En el centro del orden inferior, entre dos pares de pilastras jónicas, se sitúa la portada mientras que, en el superior, entre dos pares de semicolumnas corintias, se sitúa la gran ventana serliana. En la fachada hay cuatro hornacinas semicirculares que alojan las estatuas de San Barnaba y Sant'Ambrogio, en el orden inferior, y de San Pietro y San Paolo, en el superior.
A finales de 2010, cincuenta años después de la anterior, se completó la restauración de toda la fachada y de la puerta de entrada al templo, creada en 1965 por el escultor milanés Giovanni Maria Stoppani.

### Interior
La iglesia de San Bernaba es de una única nave cubierta con bóveda de cañón con tres capillas laterales a cada lado. Cerca del presbiterio rectangular que sirve de santuario, realzado cuatro escalones respecto al resto de la iglesia, se ensancha para luego estrecharse en la zona del coro cuadrangular, cubierto con bóveda de crucería decorada con frescos, y del ábside semicircular. 
Los muros de toda la iglesia están ricamente decorados con elementos arquitectónicos de estuco dorado. San Bernaba alberga en su interior una interesante colección de pinturas manieristas milanesas: en una de las capillas laterales hay un óleo sobre tabla con los Estigmas de San Francisco de Asís de Giovanni Paolo Lomazzo; en otra, una Piedad de Aurelio Luini; y, flanqueando el altar mayor, dos grandes lienzos con Historias de los santos Pablo y Bernaba, primera obra de Simone Peterzano en Milán (1572-1573). Bajo el altar mayor posconciliar, se conserva en una urna de cristal el cuerpo del fundador de los barnabitas, ya canonizado, san Antonio María Zaccaría..
En el coro alto de la contrafachada, dentro de una caja de madera neoclásica con una mostra compuesta por tres cúspides de tubos principales cada una dentro de un campo, se encuentra el órgano de tubos, construido por Pacifico Inzoli en 1896.
Hay un altar dedicado a Alejandro Sauli (1534-1592), general superior de la orden barnabita (1566-1569) y «apóstol de Córcega».